# Teratosphaeriaceae
Teratosphaeriaceae es una familia de hongos del orden Capnodiales. Los hongos de esta familia pueden ser saprofitos o parásitos de plantas y líquenes.

## Historia
En 2007 se reconoció a esta familia como distinta del género Mycosphaerella, donde estaba ubicada con anterioridad, a partir de la filogenia construida con ADN. En general, muchos hongos en Mycosphaerellaceae y Teratosphaeriaceae se encuentran ampliamente distribuidos, sin embargo se sabe muy poco sobre sus distribuciones individuales o los hospedadores sobre los que habitan. Luego que la familia fuera separada formalmente de Mycosphaerella en el 2007, muchas especies nuevas han sido descriptas en esta familia incluyendo varios agentes causales de enfermedades de las hojas y llagas del tallo de Eucalyptus en Uruguay y Australia.

## Hábitat
Esta familia de hongos se destaca porque incluye varios hongos tolerantes extremos, los denominados levaduras negras. Varias de estos hongos levadura negra en Teratosphaeriaceae son considerados 'habitantes de las rocas' que se las ingenian para sobrevivir en superficies de roca a menudo expuestas a condiciones severas en un espectro de climas extremos, incluida la Antártida. Si bien algunos miembros de esta familia viven en ambientes extremos, incluido el género Acidiella que crece en suelos muy ácidos  (pH < 3) en Europa, otras especies muy relacionadas crecen en líquenes o en la superficie de las plantas. Esta familia, por ejemplo, contiene varios patógenos y endofitos anteriormente reconocidos.